# Selîhiv, Icinea
Selîhiv (în ucraineană Селихів) este un sat în comuna Andriivka din raionul Icinea, regiunea Cernihiv, Ucraina.

## Demografie
Componența lingvistică a localității Selîhiv
     Ucraineană (100%)
Conform recensământului din 2001, toată populația localității Selîhiv era vorbitoare de ucraineană (100%).